# 塚本神社
塚本神社是位于日本大阪市淀川区塚本的神社。

## 历史
塚本神社是西成郡中岛村塚本本村的守护神，被称为八坂神社。据说建于1610年，是京都八坂神社的分社。原名塚本八坂神社，后改为现在的名称。
1872年2月，晋升为村社。
1909年6月7日，根据政府法令，将其供奉于中津富島神社。
1961年，居民重建神社的呼声高涨。
1962年，富島神社批准分离独立。
主殿于1963年7月19日竣工。